# Philohydor lictor
El bienteveo chico (Philohydor lictor, antes Pitangus lictor), también denominado benteveo pico fino (en Argentina), pecho amarillo orillero (en Venezuela), bichofué chico (en Colombia), bienteveo menor (en Perú) o benteveo orillero, es una especie de ave paseriforme de la familia Tyrannidae, la única perteneciente al género Philohydor. Anteriormente colocada por algunos autores en el género Pitangus. Es nativo de América del Sur y del extremo sureste de América Central.

## Distribución y hábitat
Se distribuye en el este de Panamá, norte de Colombia y noroeste de Venezuela; en la mayor parte de la mitad norte de América del Sur, en el sur y sureste de Colombia, este de Ecuador, oeste y norte de Venezuela, Guyana, Surinam, Guayana Francesa, norte hasta el centro sur de Brasil, este de Perú, norte de Bolivia, y una población aislada en la franja litoraleña del este de Brasil. Es vagante accidental raro en Argentina..
Esta especie es considerada bastante común en sus hábitats naturales: los matorrales húmedos tropicales siempre a lo largo de las vías fluviales y pantanos, también en pastizales inundables, abajo de los 500 m s. n. m. de altitud.

## Descripción
Mide 17 cm de lonogitud. El pico es largo y esbelto. Similar en plumaje al bienteveo común (Pitangus sulphuratus), pero marcadamente menor en tamaño, de perfil menos robusto, proporcionalmente más alargado y de pico más estrecho; y de vocalización muy diferente.

## Comportamiento
Anda en parejas que se encaraman en ramas cerca de la superficie del agua, desde donde vuelas entre el follaje y la propia superficie acuática cazando insectos, la composición básica de su dieta alimentar.

### Reproducción
El nido es en forma de platillo o taza abierta, compuesto de materiales bastante gruesos como pequeñas ramitas o pastos, forrados con materiales más finos como raíces, hojas e hierbas, colocado en un tocón o arbusto bajo, a menudo sobre el agua. La puesta es de dos a tres huevos.

### Vocalización
El reclamo, nasal y áspero, es distintivo, el más frecuente es un «dzriéy, dzui» o «dzriéy, dzui-dzuiu-dzui».

## Sistemática

### Descripción original
La especie P. lictor fue descrita por primera vez por el naturalista alemán Martin Heinrich Carl Lichtenstein en 1823 bajo el nombre científico Lanius lictor; la localidad tipo es «Belem, este de Pará, Brasil».
El género Philohydor fue propuesto para esta especie por el ornitólogo estadounidense Wesley E. Lanyon en 1984.

### Etimología
El nombre genérico masculino «Philohydor» se compone de las palabras del griego «philos» que significa ‘amante’, y «hudōr» que significa ‘agua’; y el nombre de la especie «lictor», en latín significa ‘lictor’, un tipo de custodio de magistrados romanos.

### Taxonomía
Anteriormente colocado en el género Pitangus. Sobre la base de consideraciones morfológicas, comportamentales, y moleculares, algunos autores, como Lanyon (1986), Fitzpatrick (2004) y Ridgely & Tudor (2009) habían propuesto separar a Pitangus lictor en un género propio: Philohydor , por lo que para ellos Pitangus pasaría a ser un género monotípico con la única especie: Pitangus sulphuratus. Las principales clasificaciones adoptaron la separación de los géneros.
El Comité de Clasificación de Sudamérica (SACC) aprobó la separación en género propio en la Propuesta No 951, principalmente con base en los conclusivos estudios genéticos de Harvey et al. (2020).
Los amplios estudios genético-moleculares realizados por Tello et al. (2009) descubrieron una cantidad de relaciones novedosas dentro de la familia Tyrannidae que todavía no están reflejadas en la mayoría de las clasificaciones. Siguiendo estos estudios, Ohlson et al. (2013) propusieron dividir Tyrannidae en cinco familias. Según el ordenamiento propuesto, Pitangus y Philohydor permanecen en Tyrannidae, en una subfamilia Tyranninae Vigors, 1825, en una tribu Tyrannini Vigors, 1825, junto a Tyrannopsis, Machetornis, Conopias (provisoriamente), Megarynchus, Myiodynastes, Myiozetetes, Phelpsia (provisoriamente), Empidonomus, Griseotyrannus y Tyrannus.

### Subespecies

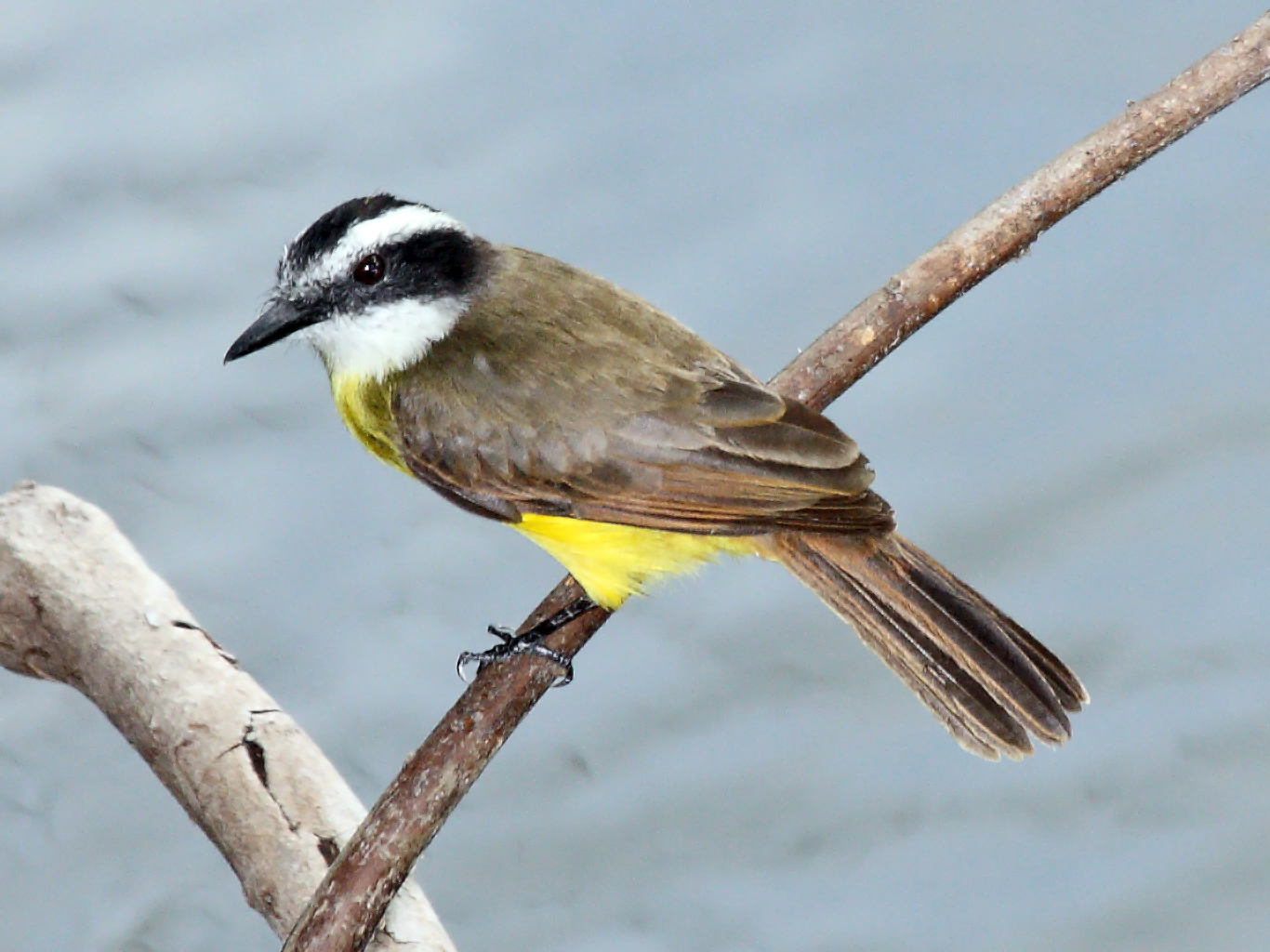
Philohydor lictor panamensis en Panamá.

Según las clasificaciones del Congreso Ornitológico Internacional (IOC)  y Clements Checklist/eBird se reconocen dos subespecies, con su correspondiente distribución geográfica:
- Philohydor lictor panamensis Bangs & T.E. Penard, 1918 – este de Panamá (al este desde la Zona del Canal) y costa caribeña de Colombia (Atrato hacia el este hasta Santa Marta y bajo río Magdalena).
- Philohydor lictor lictor (Lichtenstein, 1823) – Venezuela y las Guayanas hacia el sur hasta el este de Colombia, este de Ecuador y este del Perú, Amazonia y este de Brasil (al este hasta Amapá, Maranhão y oeste de Piauí, al sur hasta Goiás y norte de Mato Grosso do Sul, y desde Pernambuco al sur hasta Río de Janeiro) y norte de Bolivia (hacia el sur hasta Cochabamba y norte de Santa Cruz).